# Łupowo (Dźwierzuty)
Łupowo (deutsch Wappendorf) ist ein Dorf in der polnischen Woiwodschaft Ermland-Masuren. Es gehört zur Gmina Dźwierzuty (Mensguth) im Powiat Szczycieński (Kreis Ortelsburg).

## Geographische Lage
Łupowo liegt in der südlichen Mitte der Woiwodschaft Ermland-Masuren, 19 Kilometer nordwestlich der Kreisstadt Szczytno (deutsch Ortelsburg).

## Geschichte
Wappendorf wurde erstmals 1388 in einer Grenzbeschreibung des 350 Hufen großen Besitzes Philipps von Wildenau erwähnt. Mit seinem Wohnplatz Schubertsgut (nicht mehr existent) wurde Wappendorf 1874 in den neu errichteten Amtsbezirk Mensguth (polnisch Dźwierzuty) im ostpreußischen Kreis Ortelsburg eingegliedert. Im Jahre 1910 zählte Wappendorf 560 Einwohner, 1933 noch 520, und 1939 nur noch 484.
Aufgrund der Bestimmungen des Versailler Vertrags stimmte die Bevölkerung im Abstimmungsgebiet Allenstein, zu dem Wappendorf gehörte, am 11. Juli 1920 über die weitere staatliche Zugehörigkeit zu Ostpreußen (und damit zu Deutschland) oder den Anschluss an Polen ab. In Wappendorf stimmten 426 Einwohner für den Verbleib bei Ostpreußen, auf Polen entfielen keine Stimmen.
In Kriegsfolge kam Wappendorf 1945 mit dem gesamten südlichen Ostpreußen zu Polen und erhielt die polnische Namensform „Łupowo“. Das Dorf ist heute Sitz eines Schulzenamts (polnisch Sołectwo) im Verbund der Landgemeinde Dźwierzuty (Mensguth) im Powiat Szczycieński (Kreis Ortelsburg), bis 1998 der Woiwodschaft Olsztyn, seither der Woiwodschaft Ermland-Masuren zugehörig. Im Jahre 2011 zählte Łupowo 198 Einwohner.

## Kirche
Bis 1945 war Wappendorf in die evangelische Kirche Mensguth in der Kirchenprovinz Ostpreußen der Kirche der Altpreußischen Union sowie in die katholische Kirche Mensguth im damaligen Bistum Ermland eingepfarrt.
Heute ist Łupowo kirchlich wie vor 1945 zum nun Dźwierzuty genannten Dorf ausgerichtet, das katholischerseits jetzt zum Erzbistum Ermland gehört, und eben  auch zur dortigen evangelischen Kirche, die jetzt eine Filialkirche der Pfarrei Pasym (Passenheim) in der Diözese Masuren der Evangelisch-Augsburgischen Kirche in Polen ist.

## Verkehr
Łupowo liegt an einer Nebenstraße, die von Dźwierzuty an der polnischen Landesstraße 57 (einstige deutsche Reichsstraße 128) über Laurentowo nach Rumy (bis 1938 Rummy A bzw. B, 1938 bis 1945 Rummau Ost bzw. Rummau West) führt. Eine Anbindung an den Bahnverkehr besteht nicht.